# Rage Racer
Rage Racer (Japans: レイジレーサー) is een computerspel voor Sony PlayStation. Het racespel werd uitgebracht in Japan op 3 december 1996, in de VS op 30 april 1997, en ten slotte in Europa in juni 1997.

## Ontvangst
| Beoordeeld door       | Datum           | Score |
| --------------------- | --------------- | ----- |
| The Video Game Critic | 15 juli 1999    | 91%   |
| GamePro (USA)         | april 1997      | 90%   |
| Retrogaming History   | 5 november 2008 | 90%   |
| Coming Soon Magazine  | 16 juni 1997    | 90%   |
| Gamezilla             | 1997            | 88%   |
| Edge                  | februari 1997   | 80%   |
| GameSpot              | 20 mei 1997     | 76%   |
| Game Revolution       | 4 juni 2004     | 75%   |
| IGN                   | 19 mei 1997     | 70%   |
| All Game Guide        | 1998            | 70%   |